# النصب التذكاري للجندي المجهول (مدينة نصر)

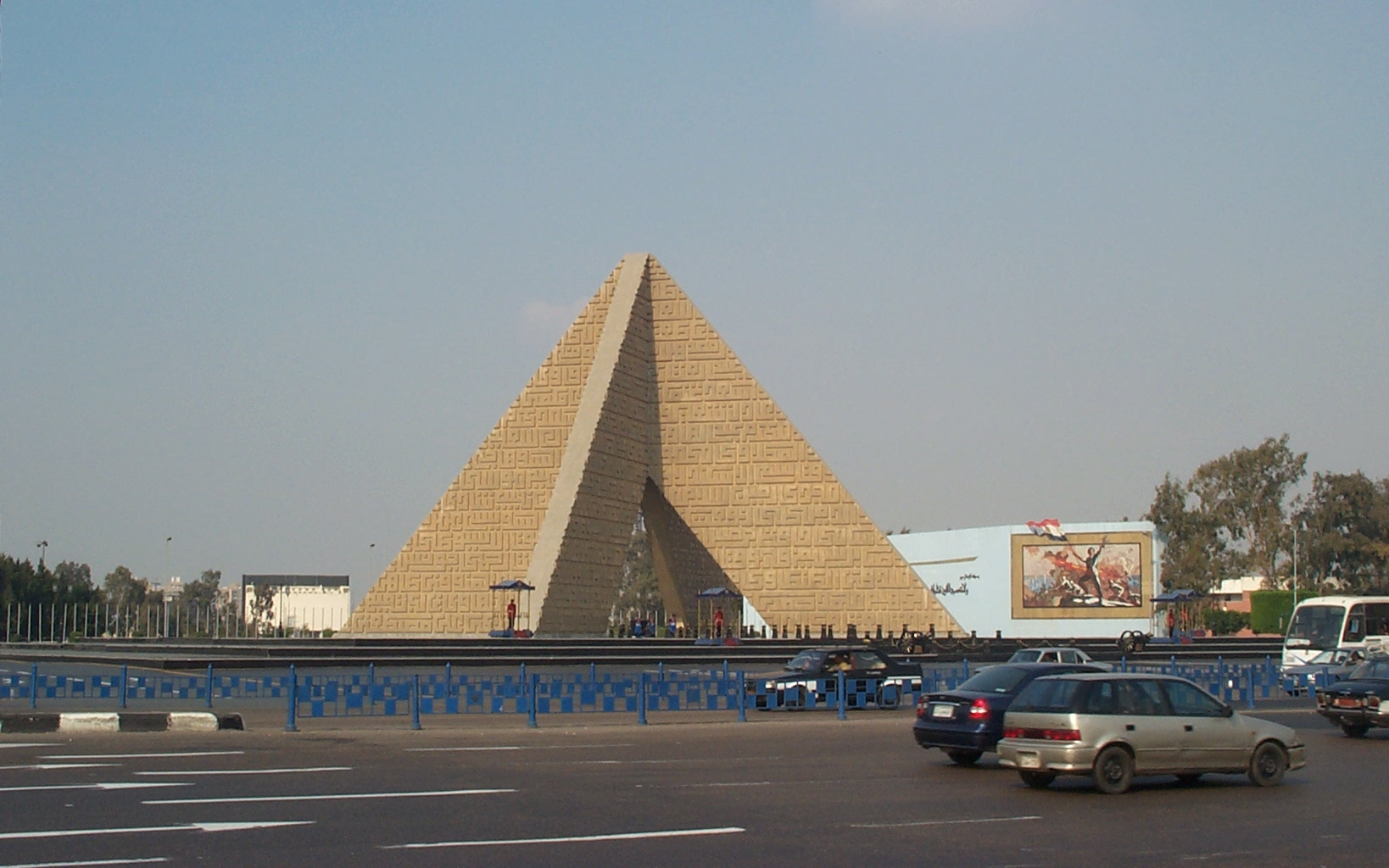
قبر الجندي المجهول في القاهرة

قبر الجندي المجهول أو النصب التذكاري للجندي المجهول بمدينة نصر هو نصب تذكاري شيد على شكل هرم في القاهرة في مصر. يقع النصب في ضاحية مدينة نصر. وهو من تصميم الفنان المصري سامي رافع وشُيّد بأوامر من الرئيس أنور السادات، تخليداً للمصريين الذين فقدوا أرواحهم في حرب الاستنزاف وحرب أكتوبر 1973. وقد تم افتتاحه في أكتوبر 1975 . نفس الموقع اختير مكانا لدفن الرئيس أنور السادات عقب اغتياله في أكتوبر 1981.
واختير شكل الهرم رمزاً لفكرة الخلود في حضارة المصريين القدماء. النصب بُني من الخرسانة على هيئة هرم مجوَّف من الداخل، بارتفاع 33.64 متراً في حين يبلغ عرض الحوائط عند القاعده 13.30م. تبلغ سماكة حوائطه الأربعة 1.9 مترا، مسجّل عليها 71 إسم رمزياً . مكعب من حجر البازلت الصلب لقبر الجندي المجهول. هذا ويوجد نصب تذكاري آخر للجندي المجهول في الإسكندرية والاسماعيلية والعاصمة الإدارية الجديدة وعدد من المدن المصرية الأخرى.

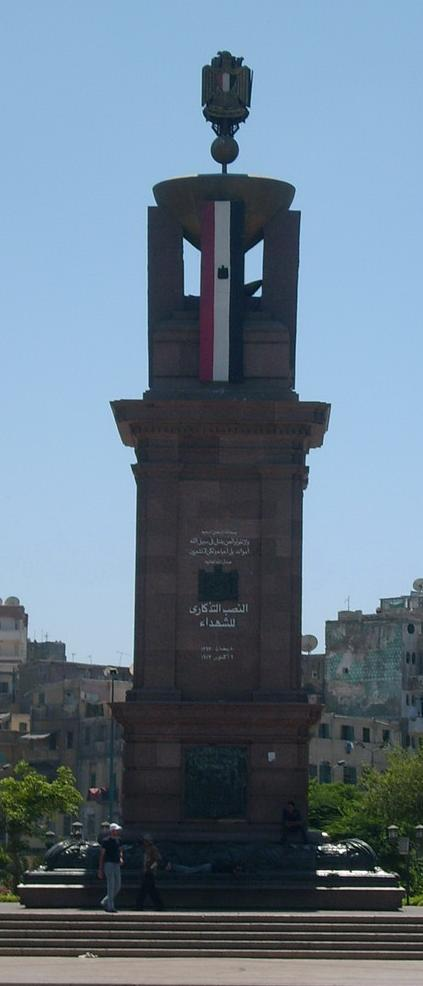
نصب الجندي المجهول في ميدان الشهداء (ميدان محطة مصر), الإسكندرية